# مونيكا كوبيلينسكا
مونيكا كوبيلينسكا (بالبولندية: Monika Kobylińska) مواليد 9 أبريل 1995 في بولندا، هي لاعبة كرة يد بولندية تلعب كظهير أيمن. مثلت منتخب بولندا لكرة اليد للسيدات.

## سجل المنافسة
شاركت في البطولات التالية:
- بطولة العالم لكرة اليد للسيدات 2015
- بطولة أوروبا لكرة اليد للسيدات 2016

## روابط خارجية
- مونيكا كوبيلينسكا على موقع الاتحاد الأوروبي لكرة اليد (الإنجليزية)
- مونيكا كوبيلينسكا على موقع الدوري الفرنسي لكرة اليد للسيدات (الفرنسية)